# Padrețeve, Bârzula
Padrețeve (în ucraineană Падрецеве) este un sat în comuna Cuialnic din raionul Bârzula, regiunea Odesa, Ucraina.

## Demografie
Componența lingvistică a localității Padrețeve
     Ucraineană (97,06%)
     Rusă (2,94%)
Conform recensământului din 2001, majoritatea populației localității Padrețeve era vorbitoare de ucraineană (97,06%), existând în minoritate și vorbitori de rusă (2,94%).